# مارینا کماس
مارینا کُماس (اسپانیایی: Marina Comas‎؛ زادهٔ ۱ سپتامبر ۱۹۹۶) بازیگر اهل اسپانیا است که برندۀ «جایزه گویای بهترین بازیگر جدید زن» شده است.
از فیلم‌ها یا برنامه‌های تلویزیونی که وی در آن نقش داشته‌است، می‌توان به نان سیاه اشاره کرد.